# Сенига
Сенига (итал. Seniga) — город и коммуна в Италии, располагается в провинции Брешиа области Ломбардия.
Население составляет 43 899 человек (на 2004 г.), плотность населения составляет 120 чел./км². Занимает площадь 13 км². Почтовый индекс — 25020. Телефонный код — 030.
Покровителем коммуны почитается святой Виталий Миланский, празднование 28 апреля.